# أورفيل، فوج
أورفيل هي بلدية فرنسية تقع في إقليم فوج في غراند إيست في شمال شرق فرنسا.